# Беннетт, Белль
Бе́лль Бе́ннетт (англ. Belle Bennett; 22 апреля 1891 — 4 ноября 1932) — американская актриса немого кино.

## Биография
Белль Беннетт родилась 22 апреля 1891 года в Милаке (штат Миннесота, США) в семье Уильяма и Хейцел Беннетт.
Начала свою актёрскую карьеру в 1913 году. К моменту смерти в 1932 году сыграла около 90 ролей в кино. Также играла в водевиле.
41-летняя Белль Беннетт ушла из жизни 4 ноября 1932 года в Лос-Анджелесе (штат Калифорния, США). Причина смерти — рак. На момент смерти Белль в течение 8 лет находилась в третьем браке с Фредом Уиндмиром. У Беннетт было двое сыновей — Тед и Билл.
За вклад в киноиндустрию актриса была удостоена звезды Голливудской «Аллеи славы» на 1501 Вайн-стрит.